# Czarna Wieś (Kraków)

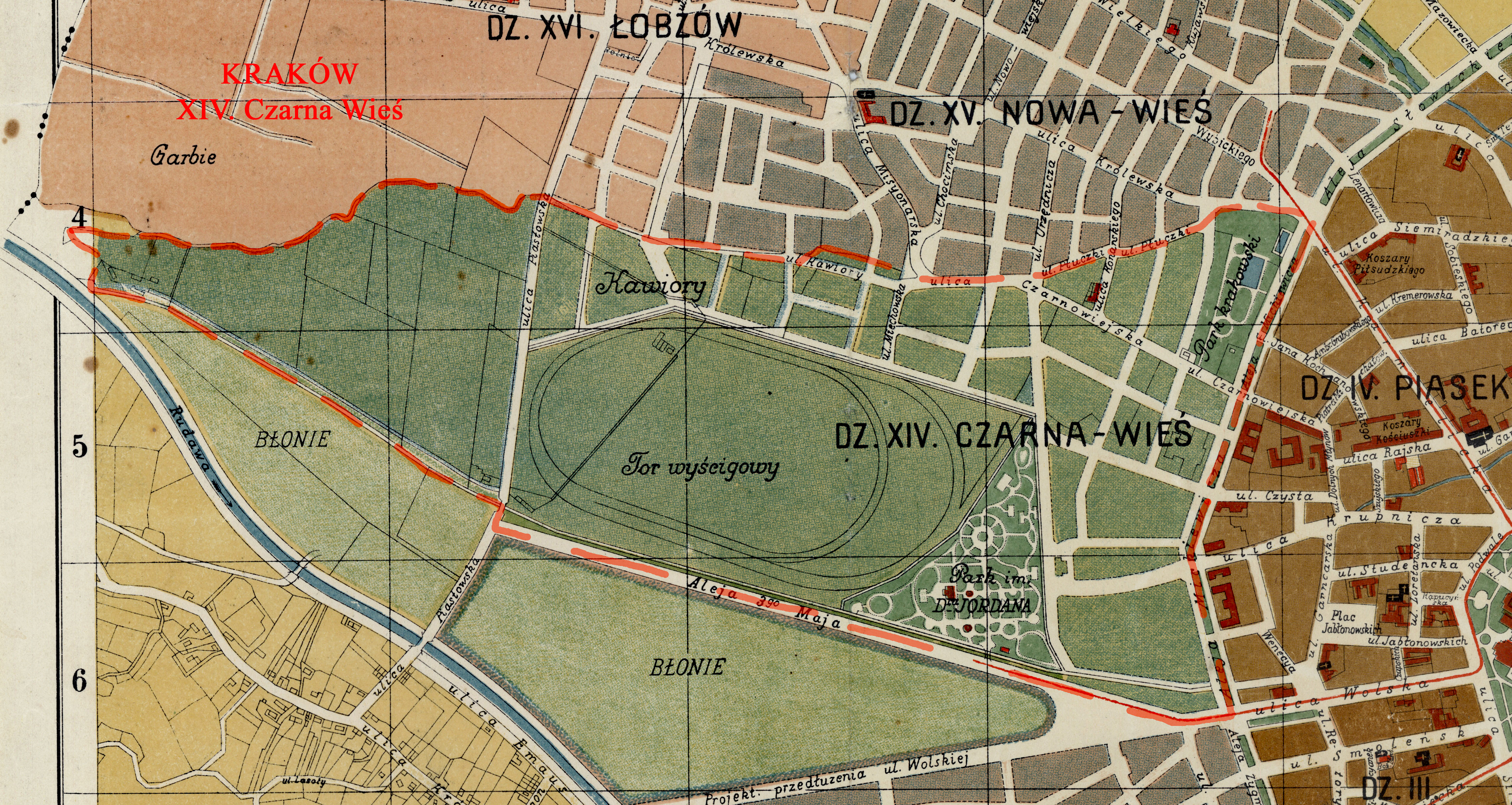
Czarna Wieś na planie z 1916 roku jako dzielnica Krakowa.

Czarna Wieś – obszar Krakowa wchodzący w skład Dzielnicy V Krowodrza. Dawna wieś położona ok. 2 km na zachód od Krakowa. W 1909 roku przyłączona do Krakowa jako XIV dzielnica katastralna.
Wieś położona w drugiej połowie XVI wieku w powiecie proszowickim województwa krakowskiego, należała do wielkorządów krakowskich. 

## Historia
Czarna Wieś była wzmiankowana po raz pierwszy jako własność królewska w 1358, lokowana na prawie niemieckim. W 1581 zmieniła przynależność parafialną przechodząc z krakowskiego kościoła św. Szczepana do kościoła na Zwierzyńcu. W 1673 włączona została do jurydyki Garbary, podlegającej Krakowowi.
Przez teren wsi przechodziły wały umocnień z czasów kościuszkowskich, a następnie austriackich z połowy XIX w. W latach 1887–1888, wybudowano na nich obwodową linię kolejową. Na gruntach Czarnej Wsi powstały do dziś istniejące parki: w 1885 – Park Krakowski (założony przez Stanisława Rehmana), w latach 1888–1889 – na terenie po wystawie rolno-przemysłowej Park im. Henryka Jordana w Krakowie.
Według austriackiego spisu ludności z 1900 w 112 budynkach w Czarnej Wsi mieszkało 2997 osób, z czego 2867 (95,7%) było katolikami, 100 (3,3%) wyznawcami judaizmu, 12 (0,4%) grekokatolikami, a 18 (0,6%) innej religii lub wyznania, 2843 (94,9%) było polsko-, a 30 (1%) niemieckojęzycznymi.
Czarna Wieś została włączona do Krakowa w 1910 jako XIV dzielnica katastralna.
W okresie międzywojennym na terenie Czarnej Wsi wybudowano szereg monumentalnych gmachów: Szkoły Przemysłowej, w latach 1923–1935 głównego budynku Akademii Górniczo-Hutniczej, w latach 1926–28 Seminarium Śląskiego, w latach 1931–1939 Biblioteki Jagiellońskiej, w latach 1934-1939 Muzeum Narodowego.
Przysiółkiem Czarnej Wsi od XIV wieku były Kawiory, włączone wraz z nią do Krakowa do XIV dzielnicy katastralnej.

## Galeria

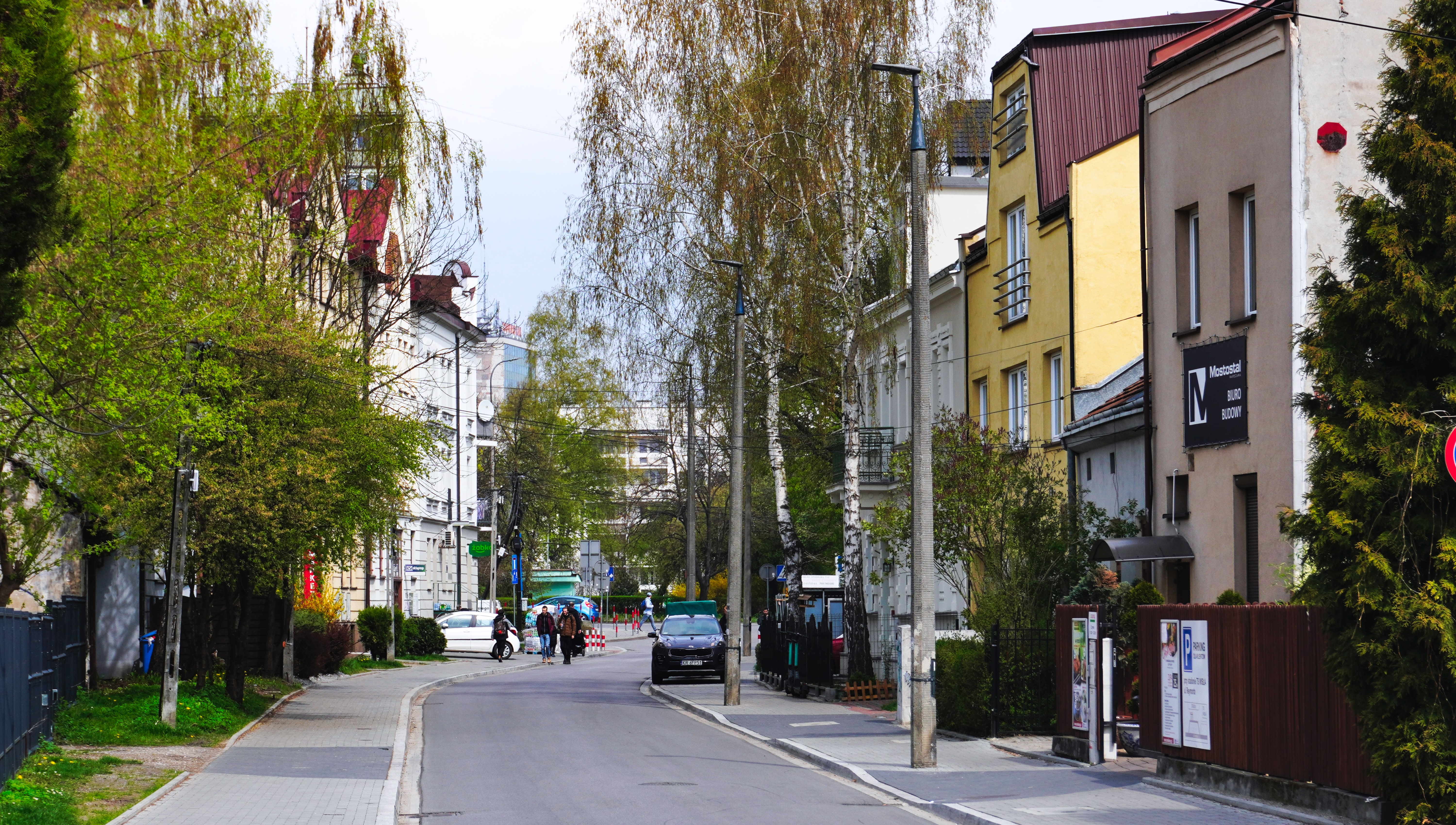
Ulica Miechowska
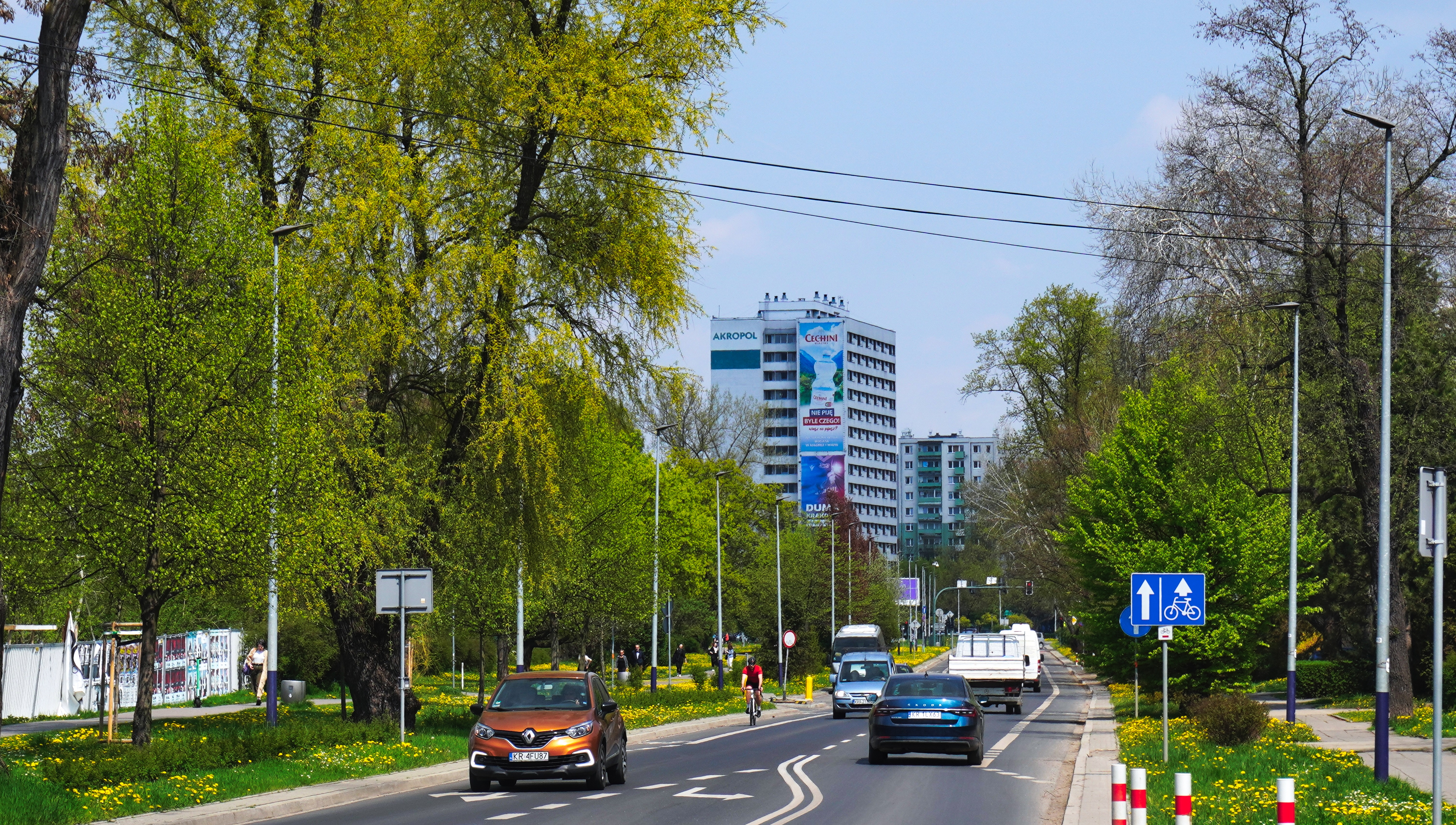
Ulica Piastowska
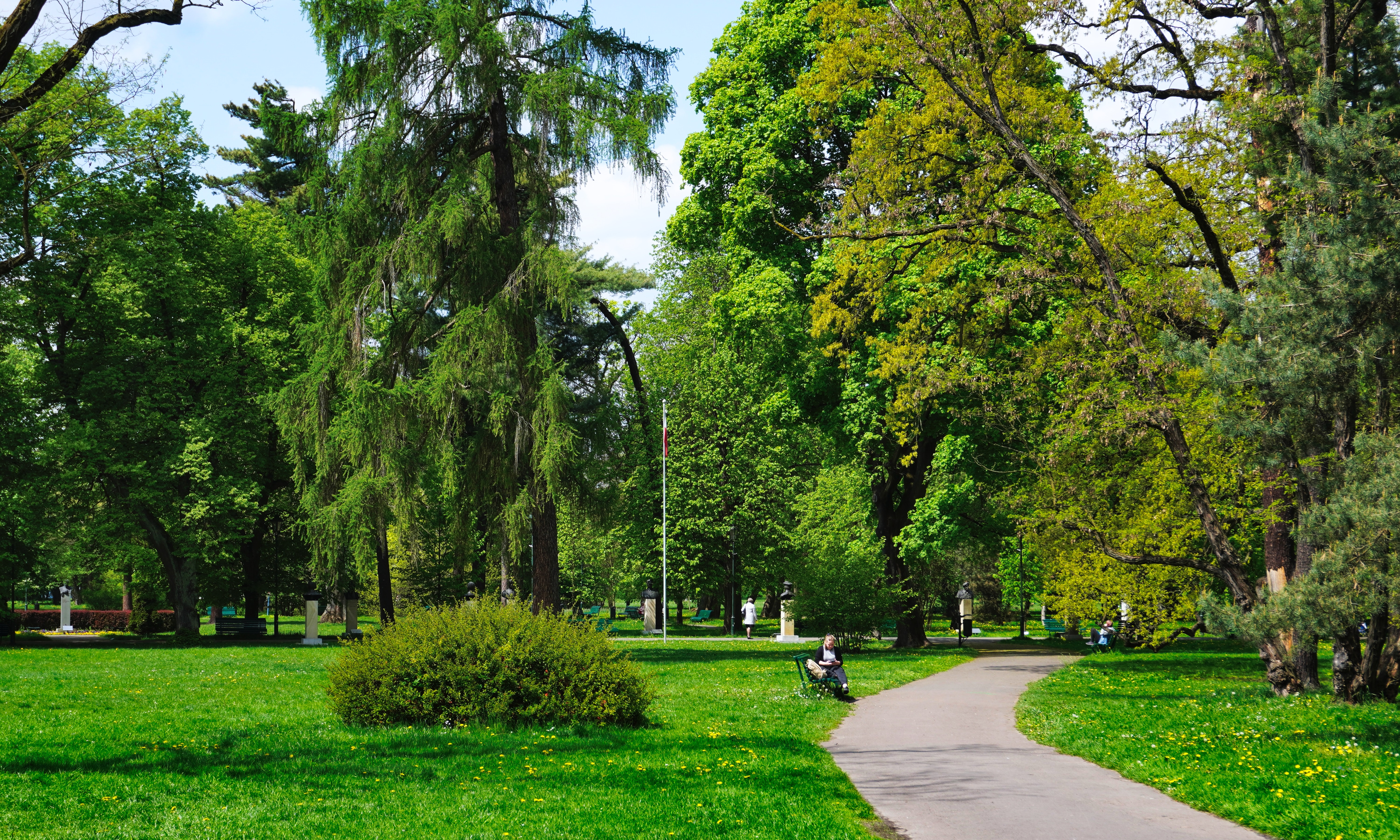
Park Jordana
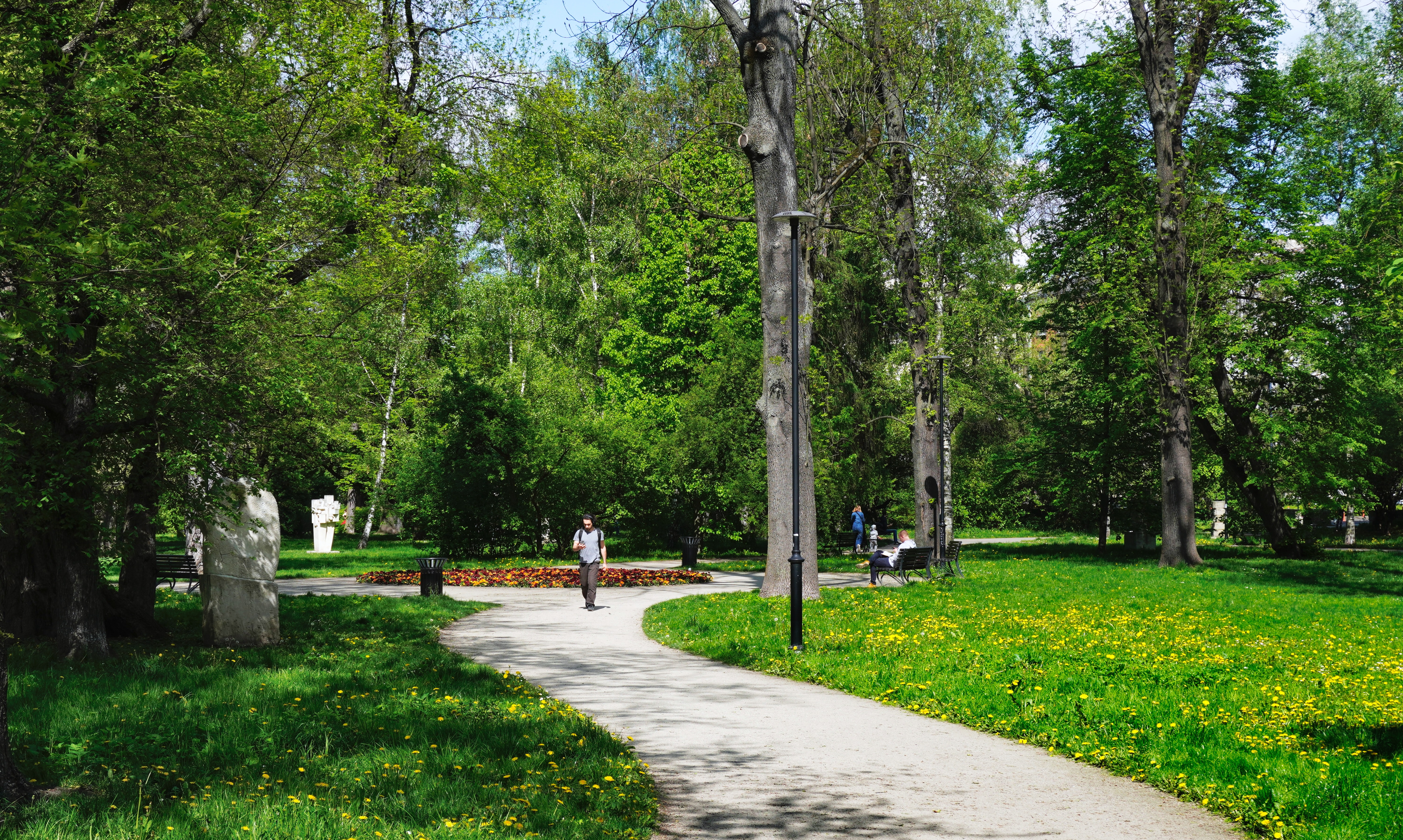
Park Krakowski
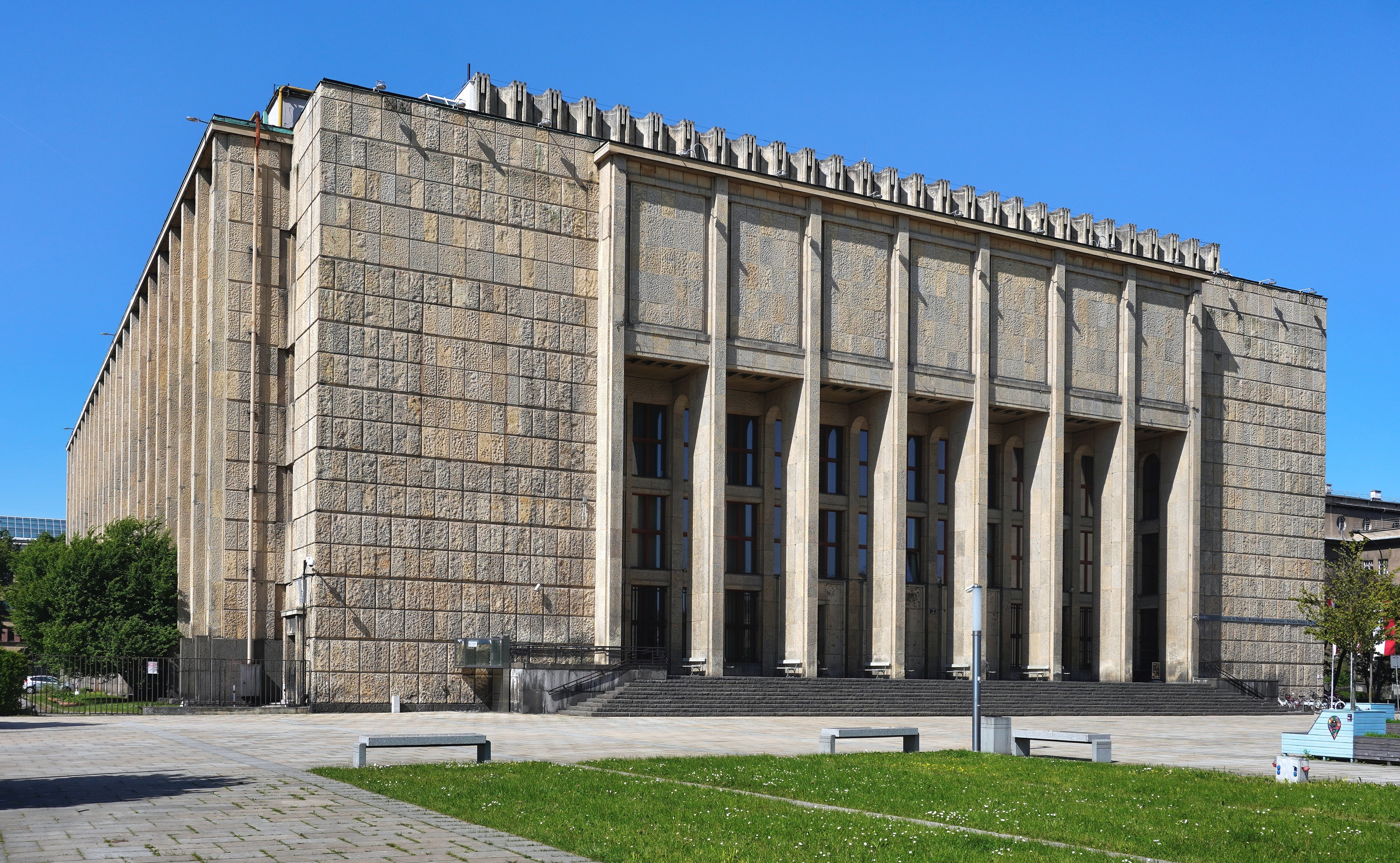
Gmach Główny Muzeum Narodowego
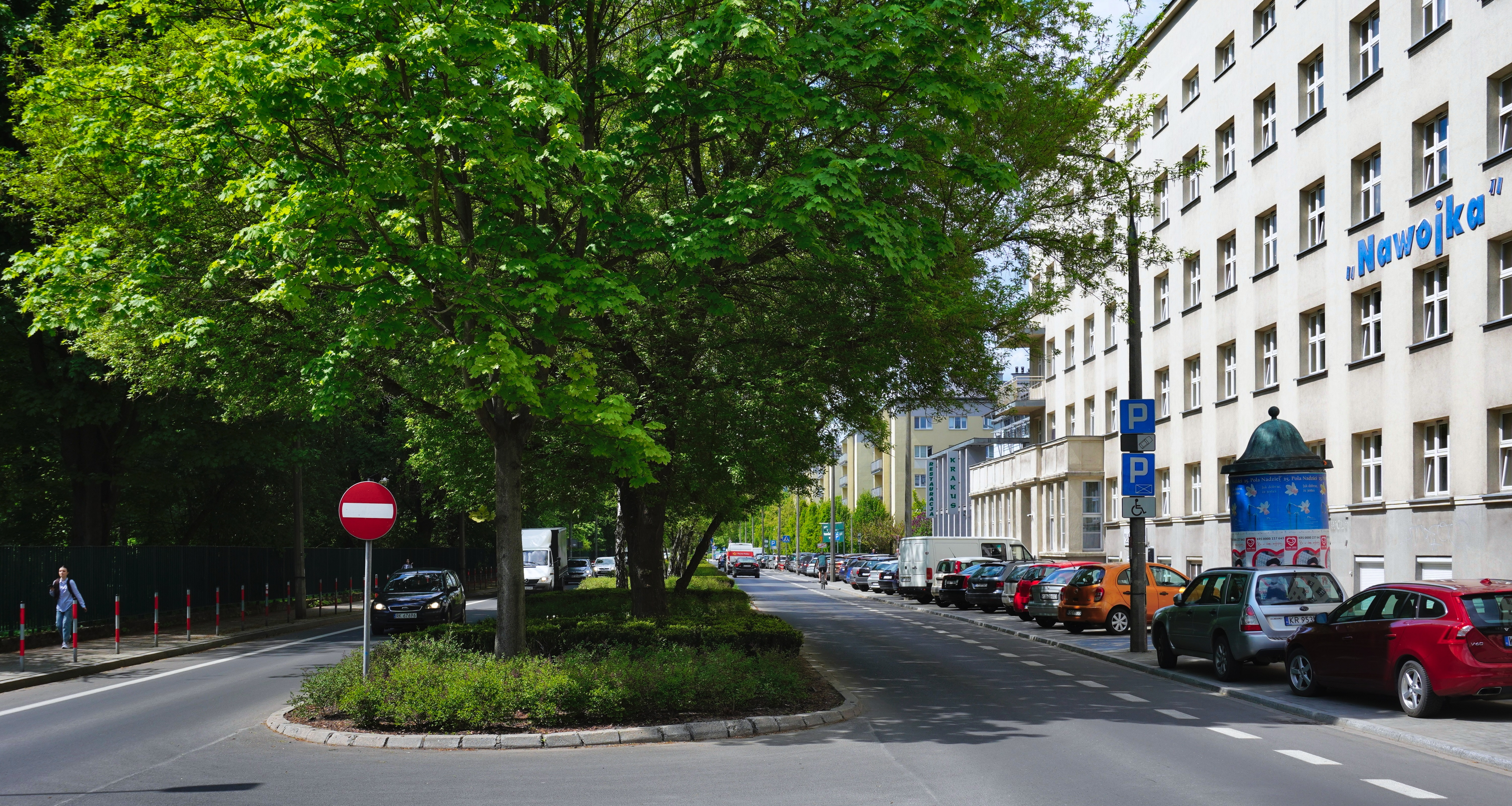
Ulica Władysława Reymonta
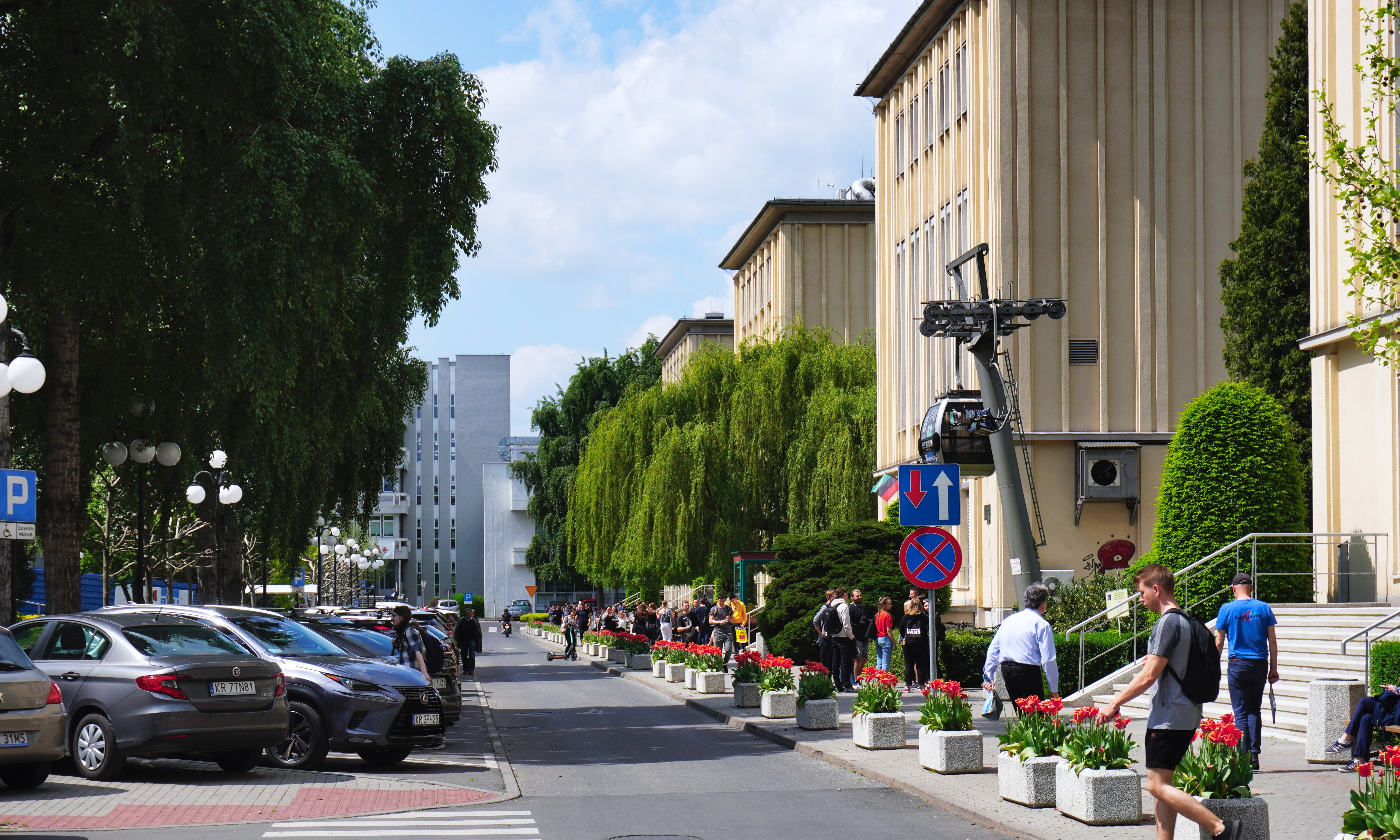
Kampus AGH
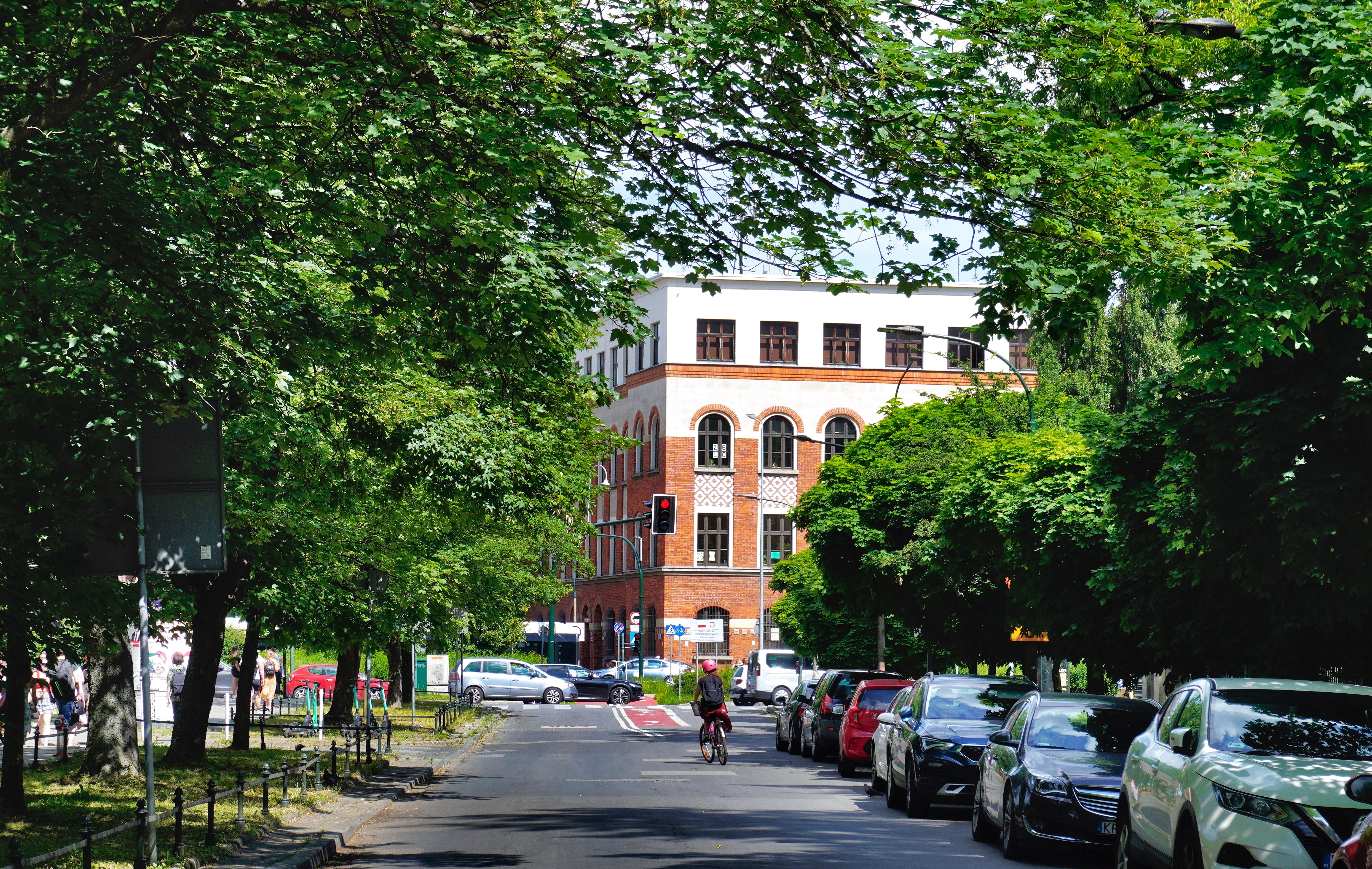
Ulica Romana Ingardena
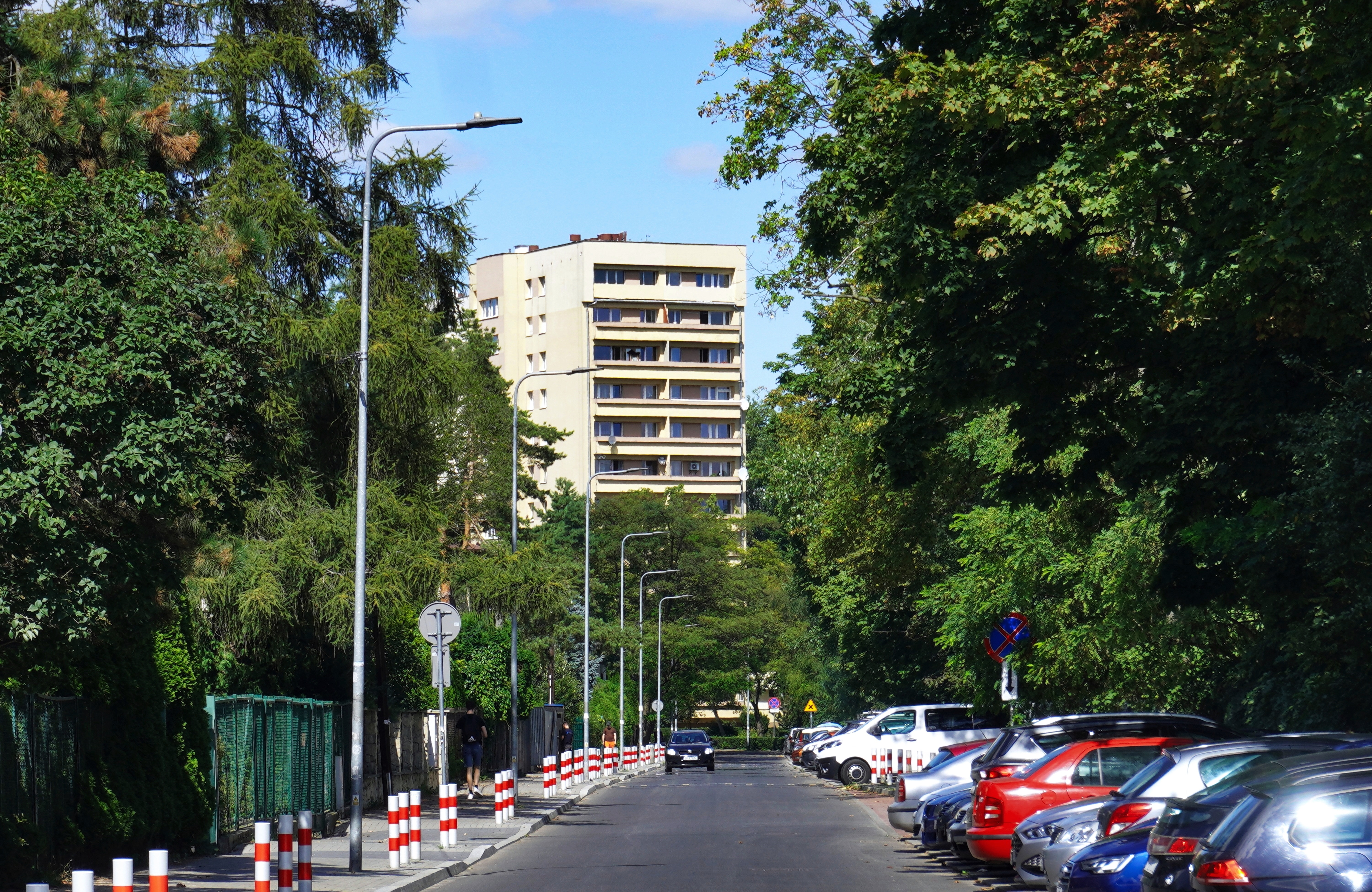
Ulica Daniela Chodowieckiego